# Nico & Tetta
Nico & Tetta je dvojac koji producira Hardcore Techno/Gabber, a osnovan je 1999. u Bresciji, Italija.

## Djelovanje
Nicola i Daniele su počeli djelovati odvojeno, no zajedno su se udružili u dvojac. Nekoliko godina su bili nastanjujući DJ-i u diskoteci Florida Ghedi. 1999. godine, uz pomoć The Stunned Guysa, stvorili su svoju prvu pjesmu "Alleluja Motherfuckers" u suradnji s Art Of Fightersima koja je bila objavljena 2001. na vinilnoj ploči Shotgun. Već iduće godine, objavili su svoj prvi od četiri kompilacijskih albuma Hardcore Motherfuckers. Posljednjih godina, nastupali su u Nizozemskoj, Španjolskoj, Švicarskoj, Njemačkoj, SAD-u i naravno, po cijeloj Italiji.

## Diskografija
- 2001. - Shotgun (s Art Of Fightersima)
- 2002. - Hardcore Motherfuckers
- 2003. - Hardcore Motherfuckers V 2.0
- 2003. - I Became Hardcore (s Art Of Fightersima)
- 2004. - Hardcore Motherfucker
- 2004. - Hardcore Motherfuckers Vol. 3
- 2005. - Hardcore Motherfuckers Vol. 4
- 2006. - Revenge
- 2009. - Gangsta & Gangsta

## Vanjske poveznice
- Nico & Tetta službena stranica
- Nico & Tetta diskografija